# Компанія «Літаки Тімма»
Компанія «Літаки Тімма» (англ. OW Timm Aircraft Company) — американський виробник літаків, заснований Отто Вільямом Тіммом у Лос-Анджелесі, Каліфорнія.

## Історія

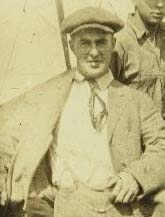
Отто Вільям Тімм c. 1920-ті роки

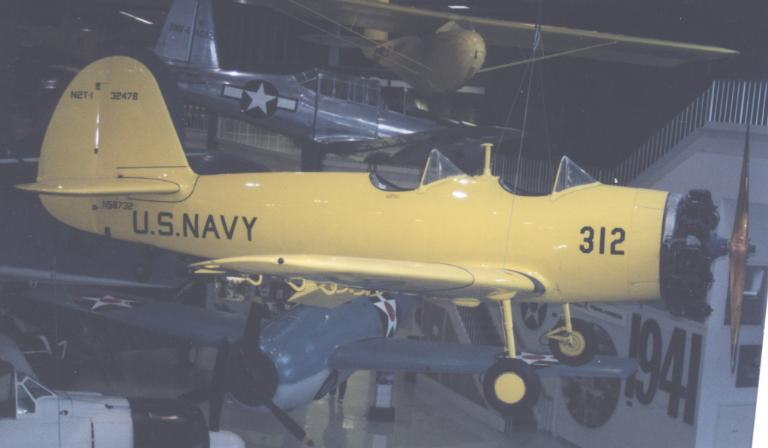
Базовий тренажер Тімм N2T-1 ВМС США в Національному музеї військово-морської авіації NAS Пенсакола.

Між 1911 і 1922 роками О. В. Тімм побудував кілька літаків зі змінним успіхом, перш ніж заснувати в 1922 році OW Timm Aircraft Company. Тімм виготовив шість моделей дизайну парасольки Collegiate. У 1934 році Отто та його брат Воллі Тімм об'єдналися, щоб створити нову компанію під назвою Компанія «Літаки Тімма» для виробництва Тімм T-S140, двомоторного літака з високим крилом, який використовує нові функції, розроблені в NACA, такі як закрилки та триколісні шасі. Пізніше Уоллі Тімм створив свою власну авіаційну компанію Wally Timm Inc. у Глендейлі.
Компанія розробила «пластиковий» матеріал зі смоли та деревини, схожий на процес Duramold . Процес Duramold і Haskelite вперше був розроблений у 1937 році. Далі слідує Weldwood Ежена Відаля, а пізніше процес Aeromold. Процес Aeromold відрізняється тим, що він запікається при низькій температурі 100 °F (38 °C) при різанні та формуванні і 180 °F (82 °C) для сплавлення секцій після додавання смол.
У 1939 році, на початку Другої світової війни, компанія діяла як Корпорація «Літаки Тімма», створюючи прототип тренажера PT160K за допомогою процесу аероформи. До 1941 року ВМС США замовили аероформу N2T-1 із виробництвом 260 літаків разом з іншими невеликими деталями літаків, виготовленими за допомогою аероформи. Прибуток зріс до $70 000 з $240 роком раніше. Компанія також побудувала за ліцензією 436 планерів CG-4A, які використовувалися військами союзників. Варіант конструкції з фанери, CG-4B був розроблений Тіммом на випадок нестачі матеріалів, але не пішов у виробництво.
У деяких епізодах серіалу «Небесні рейдери» 1941 року чітко видно авіаційні ангари корпорації Timm Aircraft. Вони були розташовані поруч з аеропортом Ван-Найс у Ван-Найсі, Лос-Анджелес .
Після Другої світової війни компанія спеціалізувалась на поверненні надлишкових літаків Douglas C-47 назад у конфігурації авіалайнерів. Компанія також створила дочірню компанію Тімм Індастріс, Інк. для виробництва торгових автоматів, таких як Frank-O-Matic і диспенсери для пляшок Coca-Cola.
До 1948 року виробництво припинилося до того моменту, коли компанія здала свої виробничі потужності в оренду корпорації Marquardt, виробнику прямоточних двигунів.
У 1953 році між акціонерами почалася війна через довірених осіб, коли CD Rudolph отримав контроль над радою директорів. Після цього компанія не виробляла нових літаків. У 1957 році компанія об'єдналася з International Glass Corporation.

## Літаки

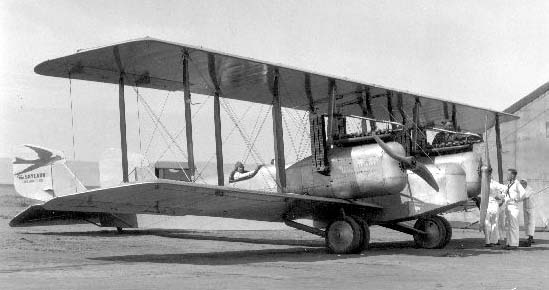
Тімм Тихоокеанський Яструб

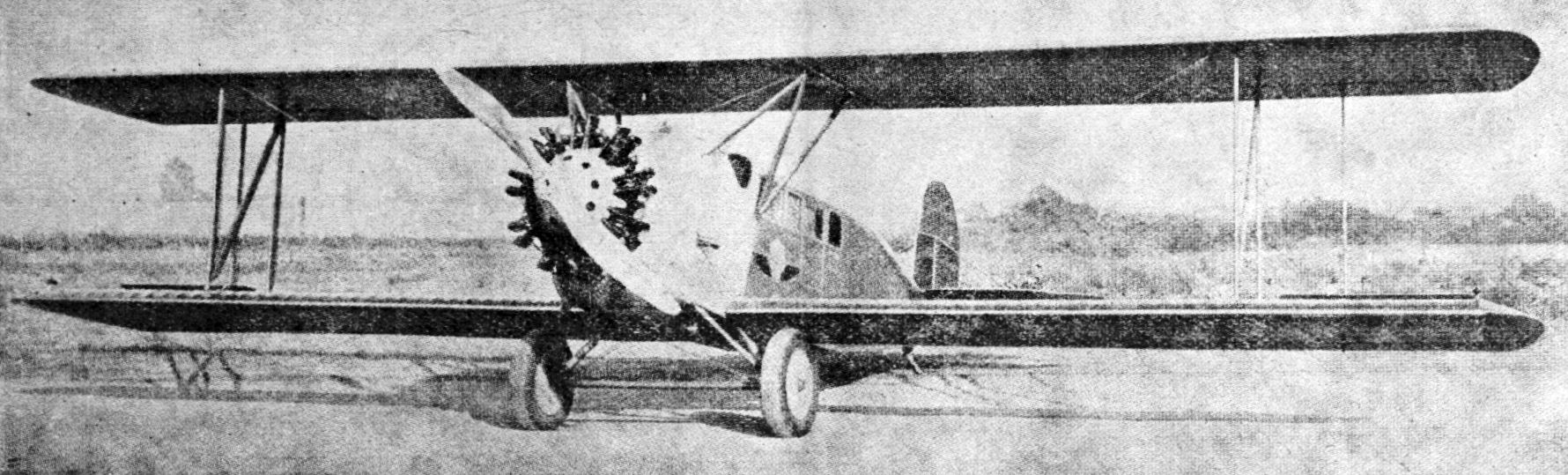
Тімм Aircoach

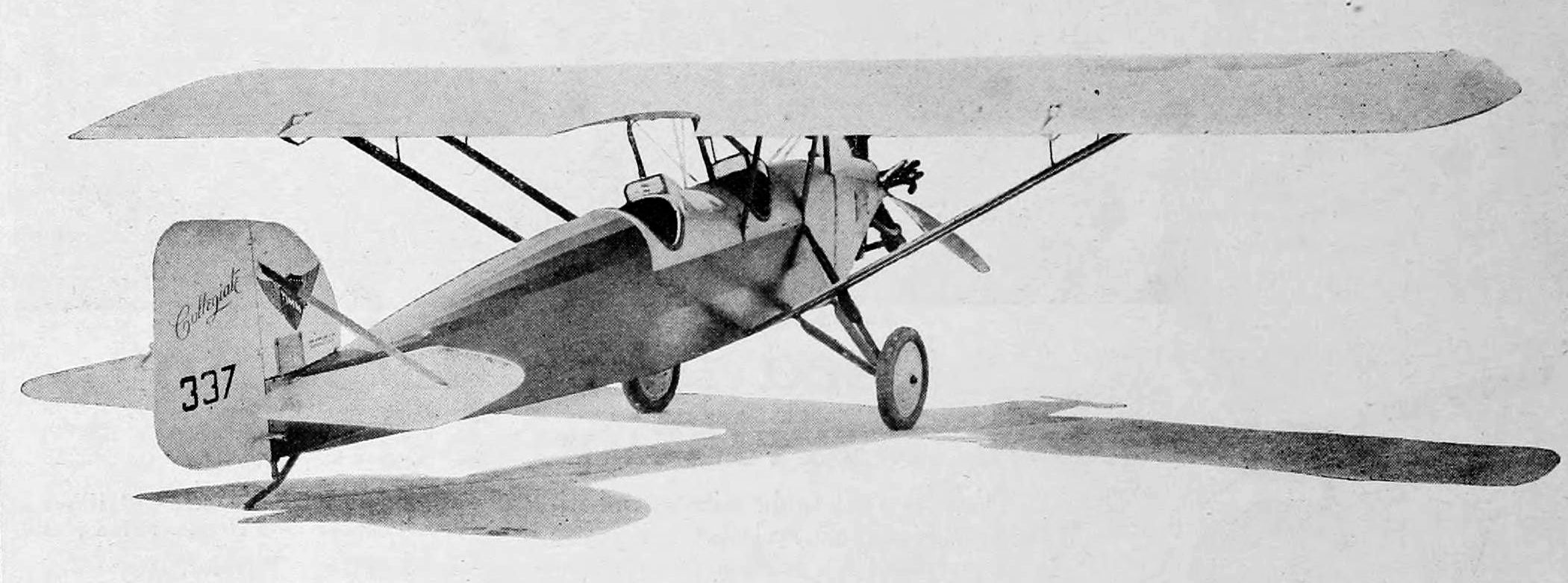
Тімм К-100

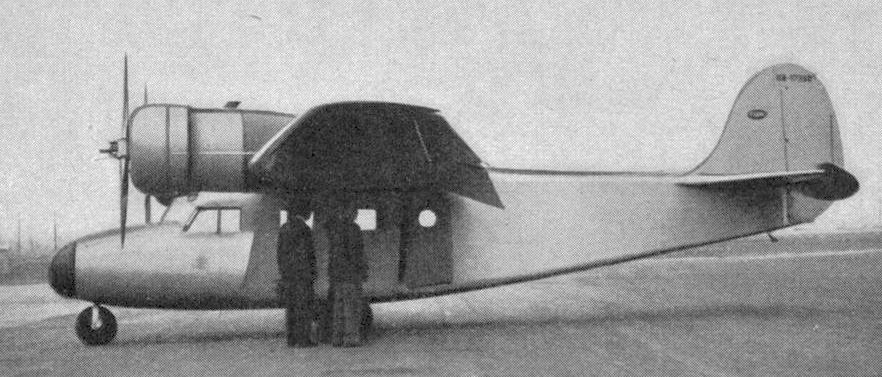
Тімм Т-840

| Назва моделі                  | Перший політ | Номер побудований | Тип                                                      |
| ----------------------------- | ------------ | ----------------- | -------------------------------------------------------- |
| Тімм Жайворонок               | 1923 рік     | 1                 | Двомоторний біплан транспортний                          |
| Тімм Аргонавт                 | 1927 рік     | 1                 | Одномоторний біплан з кабіною                            |
| Тімм Curtiss Репліка штовхача | 1927 рік     | 2                 | Одномоторний біплан                                      |
| Тімм Aircoach                 | 1928 рік     | 1                 | Одномоторний біплан з кабіною                            |
| Тімм Колегіальний             | 1928 рік     | 8                 | Одномоторний спортивний моноплан                         |
| Тімм T-S140                   | 1934 рік     | 1                 | Транспортний двомоторний моноплан                        |
| Тімм 160                      | 1937 рік     | 4                 | Одномоторний спортивний моноплан                         |
| Тімм Aerocraft 2AS            | 1938 рік     | 1                 | Тренажерний одномоторний моноплан                        |
| Тімм Т-840                    | 1938 рік     | 1                 | Транспортний двомоторний моноплан                        |
| Тімм S-160                    | 1940 рік     | 1                 | Прототип навчально-тренувального одномоторного моноплана |
| Тімм ПТ-160-К                 | 1941 рік     | 1                 | Прототип навчально-тренувального одномоторного моноплана |
| Тімм PT-175-L                 | 1941 рік     | 1                 | Прототип навчально-тренувального одномоторного моноплана |
| Тімм PT-220-C                 | 1941 рік     | 1                 | Прототип навчально-тренувального одномоторного моноплана |
| Тімм N2T Репетитор            | 1941 рік     | 262               | Тренажерний одномоторний моноплан                        |
| Тімм АГ-2                     | 1940-ті роки | 0                 | Незбірний штурмовий планер                               |
| Тімм CG-4A                    | 1942 рік     | 434               | Штурмовий планер виготовлений за ліцензією               |
| Тімм CG-4B                    | 1943 рік     | 1                 | Штурмовий планер виготовлений за ліцензією               |
| Тімм Моноплан                 |              | 1                 |                                                          |